# ليون بيكر
ليون بيكر (بالإنجليزية: Leon Baker)‏ هو لاعب كرة قدم أسترالية أسترالي، ولد في 17 أغسطس 1956 في أستراليا الغربية في أستراليا.

## وصلات خارجية
- ليون بيكر على موقع AustralianFootball.com (الإنجليزية)
- ليون بيكر على موقع AFLtables.com (الإنجليزية)